# Auxis thazard
Auxis thazard, conhecido vulgarmente por albacora-bandolim, bonito, bonito-cachorro, bonito-banana, cachorro, cadelo ou serra (Brasil), judeu-liso ou judeu (Portugal e Galiza), cavala (Cabo Verde), chapouto (Angola) ou fulu-fulu (São Tomé e Príncipe) é um peixe da família dos escombrídeos, a que também pertence o atum.
A espécie tem como sinonímia os nomes Auxis taso (Commerson in Cuvier & Valenciennes, 1831), Auxis tapeinosoma (Bleeker, 1854) e Auxis hira (Kishinouye, 1915). Durante algum tempo julgou-se que existia apenas uma espécie no género Auxis, pelo que alguns espécimes de Auxis rochei foram identificados como sendo desta espécie.